# Nandan Sar
Nandan Sar és un llac de Caixmir a la part administrada per l'Índia, que junt amb quatre llacs més és al nord de la muntanya de Pir Panjal prop del coll de Nandan Sar. És el naixement del riu Haripur i és lloc de pelegrinatge dels hinduistes.